# Пепеляв личинкояд
Пепеляв личинкояд (Pericrocotus divaricatus), наричан също сив личинкояд, е вид птица от семейство Campephagidae.

## Разпространение
Видът е разпространен във Виетнам, Индия, Индонезия, Камбоджа, Китай, Лаос, Малайзия, Мианмар, Русия, Северна Корея, Сингапур, Тайланд, Филипините, Южна Корея и Япония.